# Канаан Банана
Канаан Банана (англ. Canaan Banana; * 5 березня 1936 — † 10 листопада 2003) — перший президент незалежного Зімбабве (1980—1987), пастор; діяч визвольного руху в Родезії; діяч Африканського національного союзу Зімбабве (ЗАНУ).

## Особисте життя
Банана одружився з Джанет Мбуязве у 1961.
У 1997 році Банану було заарештовано в Зімбабве за звинуваченням у содомії після звинувачень, висунутих під час судового процесу проти його колишнього охоронця Джефти Дубе, якого судили за вбивство. Дубе, на той момент уже поліцейський, застрелив Патріка Маширі, офіцера, який насміхався з нього, називаючи його «гомосексуальною дружиною Банани». Звинувачення відповідно до заяв прокурора полягали у тому, що Банана зловживав своєю владою, перебуваючи на посаді президента, щоб примусити численних чоловіків на службових посадах (від домашнього персоналу до охоронців і навіть членів спортивних команд, для яких він виступав суддею) займатися з ним сексом в Будинку уряду. У 1998 році Банану було визнано винним за одинадцятьма пунктами звинувачення у содомії, спробі содомії та непристойному насильстві. Він заперечував усі звинувачення, заявивши, що гомосексуальність є «девіантною, огидною та неправильною», а висунуті проти нього звинувачення були «патологічною брехнею», спрямованою на знищення його політичної кар'єри. Пізніше Джанет Банана підтвердила гомосексуальність свого чоловіка, хоча й заявила, що вважає звинувачення проти нього політично мотивованими.